# Zvočni zid
Zvočni zid je oznaka za močno povečanje upora, ki se pojavi pri zvočni hitrosti (v zraku) letenja (letal) in doseže nad Machovim številom 1 ekstremno visoke vrednosti.